# Жіноча волейбольна євроліга 2021
12-й розіграш Євроліги — міжнародного турніру з волейболу серед жіночих національних збірних країн-членів ЄКВ — проходив з 27 травня по 20 червня 2021 року за участі 19 команд (11 — у Золотій лізі, 8 — у Срібній лізі). Переможцем Золотої ліги стала збірна Болгарії. У Срібній лізі перше місце посіла збірна Боснії і Герцеговини.

## Схема турніру
Змагання проводилися в двох дивізіонах. На попередньому етапі команди були розділені на три групи в Золотій лізі і на дві групи в Срібній лізі. У групах команди грали в два кола турами. У фінальний етап Золотої ліги вийшли переможці груп і краща команда, що посіли в групах другі місця.
До груп попереднього етапу команди-учасниці визначали відповідно до їх рейтинга Європейської конфедерації волейболу станом на 1 січня 2020 року (зазначений у дужках).

## Золота ліга

### Група А
| М | Команда     | 1       | 2       | 3       | 4       | І | В | П | С/П   | О  |
| - | ----------- | ------- | ------- | ------- | ------- | - | - | - | ----- | -- |
| 1 | Іспанія     |         | 3:1 2:3 | 3:2 2:3 | 3:0 3:1 | 6 | 4 | 2 | 16:10 | 13 |
| 2 | Франція     | 1:3 3:2 |         | 2:3 3:0 | 3:1 3:0 | 6 | 4 | 2 | 15:9  | 12 |
| 3 | Румунія     | 2:3 3:2 | 3:2 0:3 |         | 3:0     | 6 | 4 | 2 | 14:10 | 11 |
| 4 | Азербайджан | 0:3 1:3 | 1:3 0:3 | 0:3     |         | 6 | 0 | 6 | 2:18  | 0  |

1-й тур. 28-30 травня.  Клуж-Напока.
28 травня. Румунія — Франція 3:2 (17:25, 23:25 26:24, 26:24, 15:11); Іспанія — Азербайджан 3:0 (25:22, 25:22, 25:12).
29 травня. Румунія — Азербайджан 3:0 (25:14, 25:13, 25:11); Іспанія — Франція 3:1 (25:18, 22:25 25:18, 25:23).
30 травня. Іспанія — Румунія 3:2 (13:25, 25:14, 21:25, на 25:16, 15: 9); Франція — Азербайджан 3:1 (25:21, 19:25, 25:13, 25:20).
2-й тур. 4-6 червня. Арн .
4 червня. Іспанія — Азербайджан 3:1 (25:19, 22:25 25:21, 25:13); Франція — Румунія 3:0 (25:17, 25:18, 25:23).
5 червня. Румунія — Іспанія 3:2 (24:26, 24:26, 25:20, 25:21, 15:12); Франція — Азербайджан 3:0 (25:14, 25:19, 25:20).
6 червня. Румунія — Азербайджан 3:0 (26:24, 25:12, 27:25); Франція — Іспанія 3:2 (16:25 25:23, 17:25, 25:14, 15:10).

### Група В
| М | Команда    | 1   | 2       | 3       | И | В | П | С/П  | О  |
| - | ---------- | --- | ------- | ------- | - | - | - | ---- | -- |
| 1 | Болгарія   |     | 3:0     | 3:0     | 4 | 4 | 0 | 12:0 | 12 |
| 2 | Словаччина | 0:3 |         | 2:3 3:1 | 4 | 1 | 3 | 5:10 | 4  |
| 3 | Україна    | 0:3 | 3:2 1:3 |         | 4 | 1 | 3 | 4:11 | 2  |

- Команда Фінляндії відмовилася від участі в турнірі.

1-й тур. 28-30 травня.  Запоріжжя.
28 травня. Болгарія — Словаччина 3:0 (25:14, 26:24, 25:15)
29 травня. Україна — Словаччина 3:2 (22:25 25:22, 14:25, 25:15, 15: 7)
30 травня. Болгарія — Україна 3:0 (28:26, 25:13, 25:22)
2-й тур. 4-6 червня.  Пловдив.
4 червня. Болгарія — Словаччина 3: 0 (25:21, 25:14, 25:22)
5 червня. Болгарія — Україна 3: 0 (25:23, 25:20, 25:12)
6 червня. Словаччина — Україна 3: 1 (23:25 30:28, 25:14, 25:13)

### Група С
| М | Команда  | 1       | 2       | 3       | 4       | І | В | П | С/П   | О  |
| - | -------- | ------- | ------- | ------- | ------- | - | - | - | ----- | -- |
| 1 | Чехія    |         | 3:1 2:3 | 3:1 2:3 | 3:0     | 6 | 4 | 2 | 16:8  | 14 |
| 2 | Хорватія | 1:3 3:2 |         | 3:0 3:2 | 2:3 3:0 | 6 | 4 | 2 | 15:10 | 11 |
| 3 | Білорусь | 1:3 3:2 | 0:3 2:3 |         | 3:1 0:3 | 6 | 2 | 4 | 9:15  | 6  |
| 4 | Угорщина | 0:3     | 3:2 0:3 | 1:3 3:0 |         | 6 | 2 | 4 | 7:14  | 5  |

1-й тур. 28-31 травня. Прага.
28 травня. Угорщина — Хорватія 3:2 (24:26, 25:20, 29:31, 25:21, 15:11).
29 травня. Чехія — Хорватія 3:1 (25:13, 20:25, 28:26, 25:22); Білорусь — Угорщина 3:1 (25:19, 26:24, 16:25 25:22).
30 травня. Хорватія — Білорусь 3:0 (25:23, 25:15, 25:20); Чехія — Угорщина 3:0 (25:16, 25:17, 25:16).
31 травня. Чехія — Білорусь 3:1 (25: 7, 22:25 25:12, 25:21).
2-й тур. 2-4 червня. Прага.
2 червня. Хорватія — Білорусь 3:2 (25:23, 16:25 25:16, 24:26, 15: 9); Чехія — Угорщина 3:0 (25:21, 25:21, 25:20).
3 червня. Угорщина — Білорусь 3:0 (25:14, 25:18, 25:16); Хорватія — Чехія 3:2 (20:25, 27:25, 25:21, 24:26, 15:12).
4 червня. Хорватія — Угорщина 3:0 (25:21, 25:16, 25:23); Білорусія — Чехія 3:2 (25:22, 25:18, 20:25, 21:25, 15:8).

### Фінал чотирьох
За результатами попереднього етапу до «фіналу чотирьох» вийшли переможці груп (Іспанія, Болгарія, Чехія) і найкраща з команд, що зайняли в групах другі місця (Хорватія). При кваліфікації серед других команд груп не враховувалися матчі проти команд, що зайняли в групах четверті місця. Вирішальні ігри пройшли 19-20 червня в болгарському місті Русе.

#### Півфінал
| Дата   | Час   |         | Рахунок |          | Сет 1 | Сет 2 | Сет 3 | Сет 4 | Сет 5 | Всього | Звіт   |
| ------ | ----- | ------- | ------- | -------- | ----- | ----- | ----- | ----- | ----- | ------ | ------ |
| 19 Jun | 17:00 | Іспанія | 1–3     | Хорватія | 12–25 | 25–10 | 18–25 | 23–25 |       | 78–85  | [ 31 ] |
| 19 Jun | 20:00 | Чехія   | 0–3     | Болгарія | 13–25 | 23–25 | 19–25 |       |       | 55–75  | [ 32 ] |

#### Матч за третє місце
| Дата   | Час   |         | Рахунок |       | Сет 1 | Сет 2 | Сет 3 | Сет 4 | Сет 5 | Всього  | Звіт   |
| ------ | ----- | ------- | ------- | ----- | ----- | ----- | ----- | ----- | ----- | ------- | ------ |
| 20 Jun | 17:00 | Іспанія | 3–2     | Чехія | 28–26 | 10–25 | 23–25 | 25–16 | 15–10 | 101–102 | [ 33 ] |

#### Фінал
| Дата   | Час   |          | Рахунок |          | Сет 1 | Сет 2 | Сет 3 | Сет 4 | Сет 5 | Всього | Звіт   |
| ------ | ----- | -------- | ------- | -------- | ----- | ----- | ----- | ----- | ----- | ------ | ------ |
| 20 Jun | 20:00 | Хорватія | 1–3     | Болгарія | 25–22 | 22–25 | 17–25 | 20–25 |       | 84–97  | [ 34 ] |

### Підсумкова таблиця
| Місце  | Збірна      | Склад |
| ------ | ----------- | --- |
|        | Болгарія    | Гергана Дімітрова, Нася Дімітрова, Марія Йорданова, Мирослава Паскова, Лора Кітіпова, Петя Баракова, Борислава Сайкова, Міра Тодорова, Христина Вучкова, Емілія Дімітрова, Жана Тодорова, Еліца Василева, Галина Карабашева, Олександра Міланова. Тренер — Іван Пєтков. |
|        | Хорватія    | Рене Сайн, Ема Струняк, Божа Бутіган, Ніколіна Божичевич, Клара Перич, Катаріна Павичич, Люція Млинар, Матея Ікич, Бета Думанчич, Саманта Фабріс, Мартіна Шамадан, Лаура Мілош, Леа Деак, Дінка Паска. Тренер — Даніеле Сантареллі. |
|        | Іспанія     | Аріадна Пріанте Франсес, Лусія Проль Бруно, Альба-Марія Санчес Гарсія, Лукресія Кастельяно Енго, Кармен Унсуе Басагойті, Карлота Гарсія Конрадо, Ракель Ласаро Кастельянос, Інмакулада Лавада Фернандес, Лусія Варела Гомес, Марія Сегура Пальєрес, Ана Ескамільйо Серрано, Ракель Монторо Муньйос, Маргаліда-Вікторія Піса, Денія Браво Кулебра. Тренер — Паскуаль Саурін. |
| 4.     | Чехія       | |
| 5—6.   | Франція     | |
| 5—6.   | Словаччина  | Барбора Косекова, Романа Гудекова, Домініка Дробнякова, Карін Палгутова, Ема Смєшкова, Скарлета Янчова, Нікола Радосова, Романа Крішкова, Тереза Грушеська, Кароліна Фрічова, Анна Когутова, Катаріна Кормендйова, Ема Магдінова, Марія Жернович |
| 7—9.   | Румунія     | |
| 7—9.   | Білорусь    | Вікторія Панасенко (л), Анастасія Кононович, Катерина Сокольчик, Надія Владико, Ганна Климець, Віолетта Бєлявська (л), Дар'я Вакулко, Віра Костючик, Анастасія Лопато, Ганна Давискиба, Ганна Тупикіна, Альона Лазюк, Юлія Минюк. |
| 7—9.   | Україна     | Катерина Дудник, Діана Мелюшкіна, Олена Рудик, Кристина Нємцева, Оксана Яковчук, Юлія Бойко, Карина Денисова, Анна Харчинська, Анастасія Карасьова, Дар'я Великоконь, Євгенія Хобер, Марина Мазенко, Анастасія Маєвська, Вікторія Даньчак. |
| 10—11. | Угорщина    | |
| 10—11. | Азербайджан | Лейла Паршкова, Разія Алієва (л), Ільхама Алієва, Айшан Абдулазімова, Анастасія Мерцалова, Анастасія Байдюк, Кристина Бесман, Нілуфар Агазаде, Юлія Карімова (л), Шафагет Алишанова, Байяз Алієва, Ксенія Павленко, Марія Кирилюк. Тренер — Вугар Алієв. |

- Найкращим гравцем Євроліги 2021 року визнали ліберо збірної Болгарії Жану Тодорову.

## Срібна ліга

### Група А
| М | Команда    | 1       | 2       | 3       | 4   | І | В | П | С/П  | О  |
| - | ---------- | ------- | ------- | ------- | --- | - | - | - | ---- | -- |
| 1 | Словенія   |         | 3:0 3:2 | 3:0 3:1 | 3:0 | 6 | 6 | 0 | 18:3 | 17 |
| 2 | Австрія    | 0:3 2:3 |         | 3:0     | 3:0 | 6 | 4 | 2 | 14:6 | 13 |
| 3 | Ізраїль    | 0:3 1:3 | 0:3     |         | 3:0 | 6 | 2 | 4 | 7:12 | 6  |
| 4 | Люксембург | 0:3     | 0:3     | 0:3     |     | 6 | 0 | 6 | 0:18 | 0  |

1-й тур. 27-30 травня. Люксембург .
27 травня. Словенія — Австрія 3:0 (25:17, 25:17, 25:20).
28 травня. Австрія — Ізраїль 3:0 (25:16, 25:11, 25:21); Словенія — Люксембург 3:0 (25:14, 25:13, 25:16).
29 травня. Ізраїль — Люксембург 3:0 (25:23, 25:19, 25:22).
30 травня. Словенія — Ізраїль 3:0 (25:14, 25:15, 25:11); Австрія — Люксембург 3:0 (25:19, 25:15, 25:13).
2-й тур. 4-6 червня. Марібор .
4 червня. Австрія — Люксембург 3:0 (25:15, 25:14, 25:20); Словенія — Ізраїль 3:1 (22:25 25:11, 25:19, 25:20).
5 червня. Австрія — Ізраїль 3:0 (25:18, 34:32, 25:15); Словенія — Люксембург 3:0 (25:14, 25:19, 25:13).
6 червня. Ізраїль — Люксембург 3:0 (25:23, 25:16, 25:14); Словенія — Австрія 3:2 (25:22, 25:22, 30:32, 19:25, 17:15).

### Група В
| М | Команда              | 1       | 2       | 3       | 4       | І | В | П | С/П   | О  |
| - | -------------------- | ------- | ------- | ------- | ------- | - | - | - | ----- | -- |
| 1 | Португалія           |         | 0:3 3:1 | 3:2 3:1 | 3:0     | 6 | 5 | 1 | 15:7  | 14 |
| 2 | Боснія і Герцеговина | 3:0 1:3 |         | 2:3 3:0 | 3:0     | 6 | 4 | 2 | 15:6  | 13 |
| 3 | Естонія              | 2:3 1:3 | 3:2 0:3 |         | 3:0 3:1 | 6 | 3 | 3 | 12:12 | 9  |
| 4 | Латвія               | 0:3     | 0:3     | 0:3 1:3 |         | 6 | 0 | 6 | 1:18  | 0  |

1-й тур. 28-30 травня.  Зіниця .
28 травня. Боснія і Герцеговина — Латвія 3:0 (25:16, 25:16, 25:16); Португалія — Естонія 3:0 (25:16, 25:16, 25:16).
29 травня. Португалія — Латвія 3:0 (25:16, 25:16, 25:16); Естонія — Боснія і Герцеговина 3:0 (25:16, 25:16, 25:16).
30 травня. Естонія — Латвія 3:0 (25:16, 25:16, 25:16); Боснія і Герцеговина — Португалія 3:0 (25:16, 25:16, 25:16).
2-й тур. 1-3 червня.  Зіниця .
1 червня. Португалія — Естонія 3:1 (24:26, 25:19, 25:19, 25:20); Боснія і Герцеговина — Латвія 3:0 (25:12, 25: 8, 25:15).
2 червня. Португалія — Латвія 3:0 (25:14, 25:21, 25:19); Боснія і Герцеговина — Естонія 3:0 (25:9, 25:18, 25:20).
3 червня. Естонія — Латвія 3:1 (26:24, 24:26, 25:22, 25:18); Португалія — Боснія і Герцеговина 3:1 (25:21, 17:25, 25:20, 25:23).

### Фінал чотирьох
За результатами попереднього етапу до «фіналу чотирьох» вийшли по дві кращі команди з груп (Словенія, Австрія, Португалія, Боснія і Герцеговина).

#### Півфінал
| Дата   | Час   |            | Рахунок |                      | Сет 1 | Сет 2 | Сет 3 | Сет 4 | Сет 5 | Всього | Звіт   |
| ------ | ----- | ---------- | ------- | -------------------- | ----- | ----- | ----- | ----- | ----- | ------ | ------ |
| 11 Jun | 17:00 | Португалія | 2–3     | Австрія              | 23–25 | 25–23 | 25–22 | 20–25 | 6–15  | 99–110 | [ 59 ] |
| 11 Jun | 20:00 | Словенія   | 1–3     | Боснія і Герцеговина | 23–25 | 25–19 | 22–25 | 24–26 |       | 94–95  | [ 60 ] |

#### Матч за третє місце
| Дата   | Час   |            | Рахунок |          | Сет 1 | Сет 2 | Сет 3 | Сет 4 | Сет 5 | Всього | Звіт   |
| ------ | ----- | ---------- | ------- | -------- | ----- | ----- | ----- | ----- | ----- | ------ | ------ |
| 12 Jun | 17:00 | Португалія | 1–3     | Словенія | 21–25 | 25–23 | 23–25 | 16–25 |       | 85–98  | [ 61 ] |

#### Фінал
| Дата   | Час   |         | Рахунок |                      | Сет 1 | Сет 2 | Сет 3 | Сет 4 | Сет 5 | Всього  | Звіт   |
| ------ | ----- | ------- | ------- | -------------------- | ----- | ----- | ----- | ----- | ----- | ------- | ------ |
| 12 Jun | 20:00 | Австрія | 2–3     | Боснія і Герцеговина | 22–25 | 29–27 | 25–23 | 18–25 | 7–15  | 101–115 | [ 62 ] |

### Підсумкова таблиця
| Місце | Збірна               |
| ----- | -------------------- |
| 12    | Боснія і Герцеговина |
| 13    | Австрія              |
| 14    | Словенія             |
| 15    | Португалія           |
| 16    | Естонія              |
| 17    | Ізраїль              |
| 18    | Латвія               |
| 19    | Люксембург           |